# フロン類の使用の合理化及び管理の適正化に関する法律
フロン類の使用の合理化及び管理の適正化に関する法律（フロンるいのしようのごうりかおよびかんりのてきせいかにかんするほうりつ、平成13年6月22日法律第64号）は、フロン類の排出抑制などに関する法律である。制定当時の名称は「特定製品に係るフロン類の回収及び破壊の実施の確保等に関する法律」で、2015年改正で現行の題名となる。
2001年（平成13年）6月22日に公布された。

## 目的
オゾン層保護のため、フロン類の製造の規制や排出の抑制、使用の合理化に関する措置等を講じることにより、健康の保護及び生活環境の保全に資することである（1条）。

## 制定の経緯と趣旨
1988年5月、オゾン層保護対策を進めるための法律として、「特定物質の規制等によるオゾン層の保護に関する法律」が制定された。同法によって、日本におけるフロン類の生産量・消費量は削減されたが、これまでフロン類を使用していた機器が廃棄される場合のフロン類の回収・破壊については、地方自治体や業界の自主努力によって行われており、処理についての法的なシステムはなかった。このため、大部分のフロン類は、大気へ放出されていた。これを解決するため、制定されたのが、この法律である。
この法律により、特定製品の廃棄時における適正な回収および破壊処理の実施等が義務づけられ、特定製品からフロン類（CFC、HCFC、HFC）をみだりに放出してはならず、これに違反した場合、1年以下の懲役または50万円以下の罰金と、罰則が定められた。ユーザー、フロン類回収業者、フロン類破壊業者など、フロンを回収・破壊するシステムでの役割が定義され、それにそって実際の環境インフラが整備されている。

## 対象となる機器
- 第一種特定製品
  - フロン類が充填された業務用エアコン、業務用冷蔵・冷凍庫（冷蔵・冷凍車、自動販売機を含む)
  - （家庭用機器は、特定家庭用機器再商品化法（家電リサイクル法）での処理となる。）
- 第二種特定製品
  - カーエアコン
  - （平成17年1月1日から処理についてのみ使用済自動車の再資源化等に関する法律（自動車リサイクル法）に移行された。）

## 構成
- 第1章 - 総則（第1条~第8条）
- 第2章 - 第一種特定製品からのフロン類の回収（第9条~第24条）
- 第3章 - フロン類の破壊（第25条~第36条）
- 第4章 - 費用負担（第37条）
- 第5章 - 雑則（第38条~第54条）
- 第6章 - 罰則（第55条~第60条）
- 附則

## 主務官庁
- 環境省（地球環境局地球温暖化対策課）
- 経済産業省（製造産業局化学物質管理課）
- 国土交通省（総合政策局環境政策課：カーエアコンのみ）